# Gustavslund

Lage des Stadtbezirks Gustavslund in Helsingborg

Gustavslund ist ein Stadtteil der schwedischen Stadt Helsingborg, gelegen am östlichen Rand der Stadt. Gustavslund liegt im gleichnamigen, etwa 2.770 Einwohner (Stand 2005) zählenden Stadtbezirk.
Der Stadtteil, der seinen Namen dem noch heute existierenden Hof Gustavslund verdankt,  entstand phasenweise in den 1960er, 70er und 80er Jahren.